# راي فورتين
راي فورتين هو لاعب هوكي الجليد كندي، ولد في 11 مارس 1941 في درومونفيل في كندا.

## وصلات خارجية
- راي فورتين على موقع دوري الهوكي الوطني (الإنجليزية)
- راي فورتين على موقع EliteProspects.com (الإنجليزية)
- راي فورتين على موقع HockeyDB.com (الإنجليزية)
- راي فورتين على موقع Hockey-Reference.com (الإنجليزية)